# Халык Жакыпулы Кожахмет
Халык Жакыпулы Кожахмет (род. 15 апреля 1965) — казахский тренер. Президент федераций «Жауынгерлік күрес», профессор кафедры «Физической культуры и спорта» факультета социальных наук Евразийского национального университета им. Л. Н. Гумилева — инновации в области физической культуры и спорта, в системе непрерывного образования.
Заслуженный тренер Республики Казахстан по боевому самбо. Судья международной категории. Подготовил спортсменов — чемпионов Азии и призёров чемпионатов мира: Е.Келимбетова, А.Агибаева, М.Торгаева, С.Сеиткулова, Д.Акмырзаева, Б. Бердигалиева. 7 лет являлся главным тренером сборной Казахстана по боевому самбо.
Автор первого в Республике Казахстан учебного пособия «Боевое самбо». Мастер спорта РК «Қазақша курес», мастер спорта СССР «дзюдо», «самбо». Награжден сертификатом «Первое место» за участие в научной конференции «Инновация в подготовке борцов к олимпиаде», проводимой в г. Хоххот (Китай), почетной грамотой Министерства туризма и спорта РК за вклад в совершенствование физической культуры и спорта, медалью «350 лет Кожаберген Жырау».